# Мариненко, Татьяна Савельевна

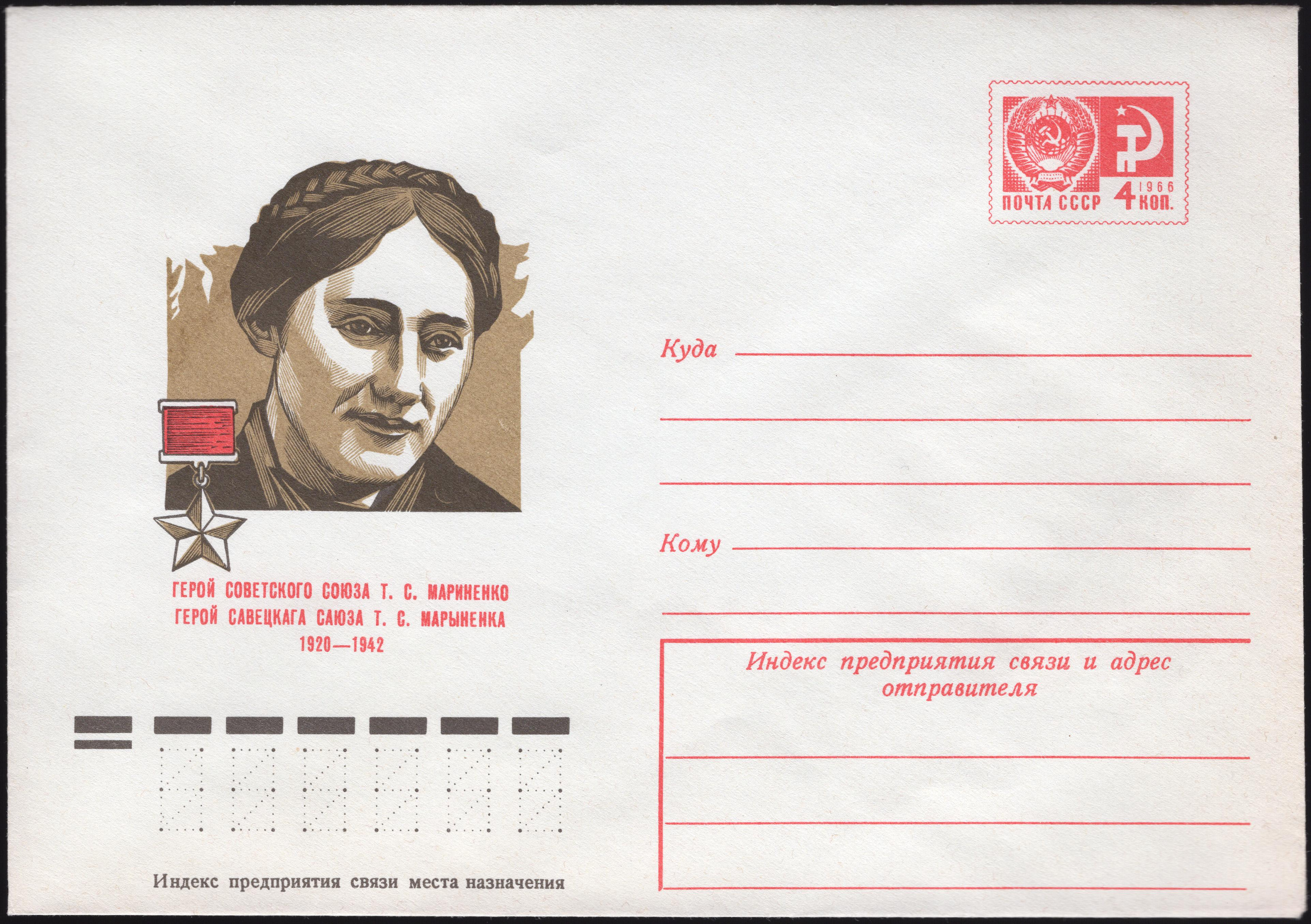
Т. Мариненко на почтовом конверте СССР, 1975 год

Татьяна Савельевна Мариненко (партизанский псевдоним «Василёк»; 25 января 1920, деревня Сухой Бор, Полоцкий район, Витебская область, БССР — 2 августа 1942, деревня Жарцы, Полоцкий район, Витебская область, БССР) — советская партизанка, разведчица и связная партизанской бригады «Неуловимые» НКВД СССР, действовавшей на временно оккупированной Третьим рейхом территории БССР.

## Биография
В 1939 году окончила Полоцкое педагогическое училище. Работала учительницей в средней школе в деревне Зелёнка Полоцкого района.
В годы Великой Отечественной войны регулярно обеспечивала партизан сведениями о расположении вражеских гарнизонов, передвижении воинских частей противника. В конце июля 1942 года фашисты по доносу предателя арестовали Татьяну Мариненко вместе с её 14-летним братом Лавреном и 28 односельчанами, которые после допросов были расстреляны. Трое суток фашисты пытали и 2 августа 1942 года расстреляли партизанку вместе с братом. 
Похоронена в деревне Жарцы Полоцкого района.

## Награды и звания
- 8 мая 1965 года Татьяне Савельевне Мариненко было посмертно присвоено звание Героя Советского Союза с вручением ордена Ленина.

## Память

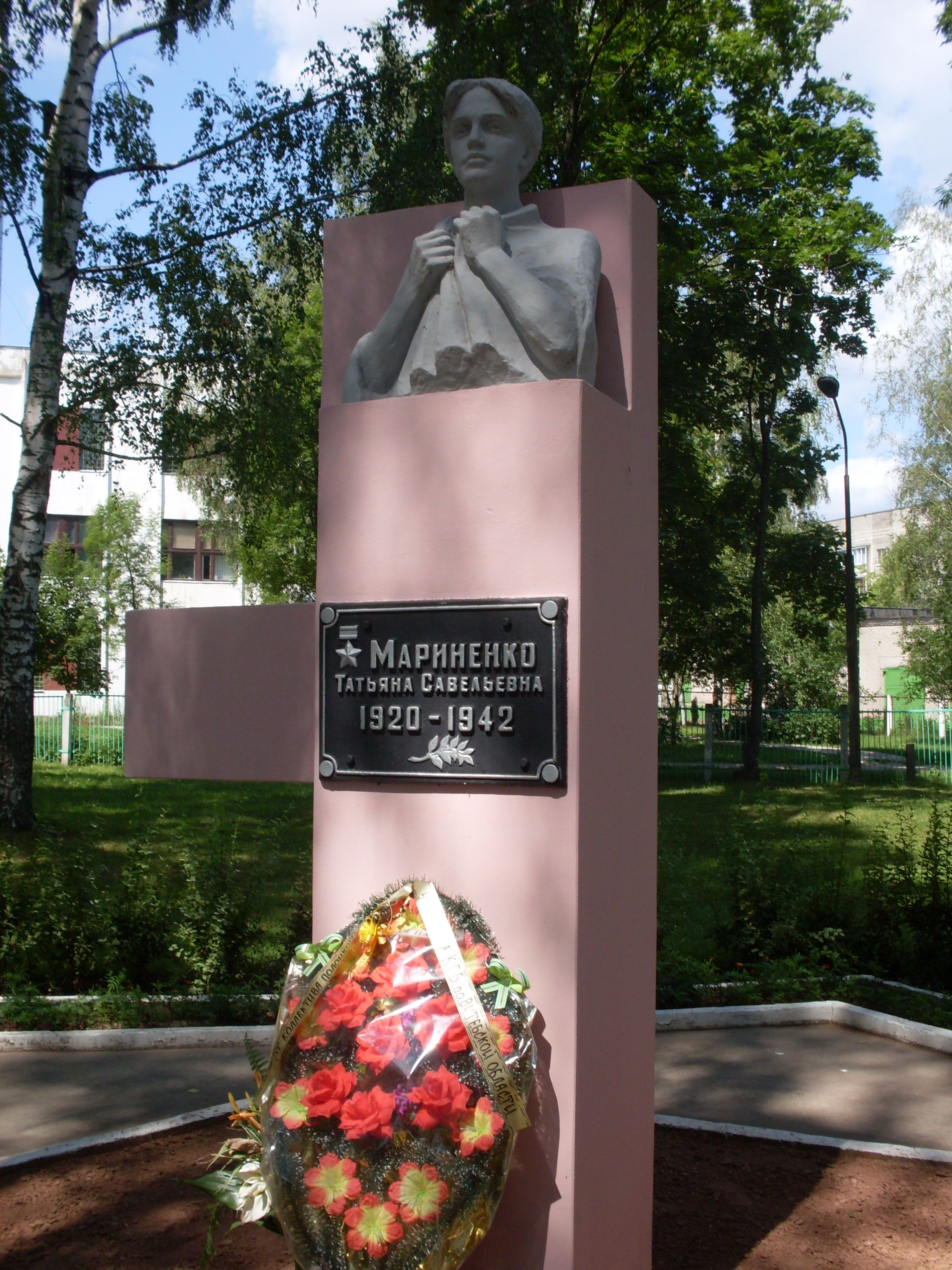
Бюст Т. С. Мариненко во дворе 8-й средней школы г. Полоцка.

- В 1965 году на могиле Т. С. Мариненко установлен обелиск[1].
- Именем Татьяны Савельевны Мариненко названа улица в Полоцке и базовая школа в агрогородке Зелёнка Полоцкий район Витебская область)[2].
- Имя Т. С. Мариненко присвоено пионерской дружине полоцкой СШ № 8 и базовой школы в агрогородке Зелёнка Полоцкого района.
- У Полоцкого колледжа УО «ВГУ имени П. М. Машерова», 8-й средней школы Полоцка, базовой школы в агрогородке Зелёнка Полоцкого района установлены её бюст и мемориальная доска[3].